# Кастело дел'Акуа
Кастѐло дел'А̀куа (на италиански: Castello dell'Acqua, на западноломбардски: Castèll, Кастел) е село и община в Северна Италия, провинция Сондрио, регион Ломбардия. Разположено е на 664 m надморска височина. Населението на общината е 677 души (към 2010 г.).